# The Fighting Blade

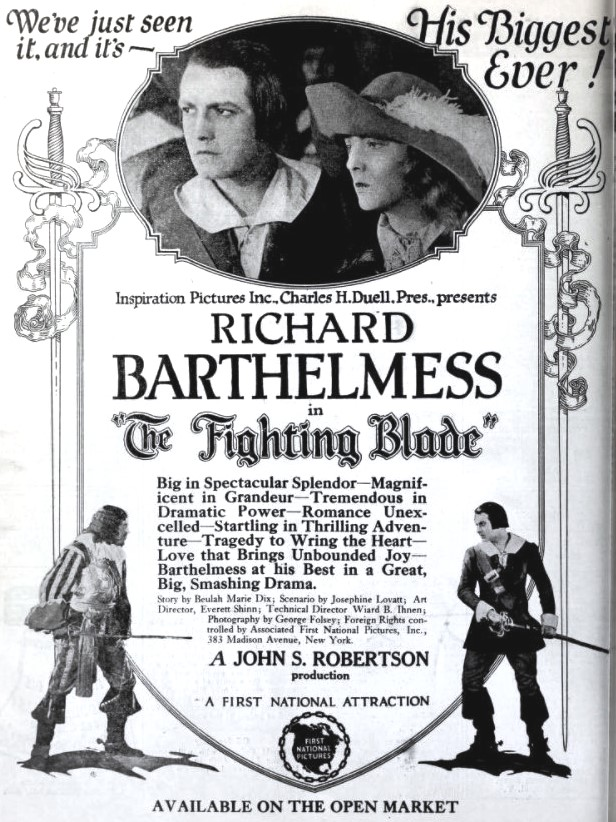
Publicité pour le film lors de sa sortie

The Fighting Blade est un film américain réalisé par John S. Robertson et sorti en 1923.

## Synopsis
Du temps d'Oliver Cromwell, à Oxford, le Hollandais Karl Van Kerstenbrook, soldat de fortune et mercenaire de métier, brûle de défendre l'honneur de sa dulcinée, Thomsine Musgrove, en lui prouvant sa capacité à protéger sa vertu du bout de sa lame…

## Fiche technique
- Réalisation : John S. Robertson
- Scénario : Josephine Lovett d'après le roman The Fighting Blade de Beulah Marie Dix[1]
- Photographie : George J. Folsey
- Distributeur : Associated First National Pictures
- Durée: 9 bobines
- Date de sortie : 
  - USA : 10 septembre 1923

## Distribution

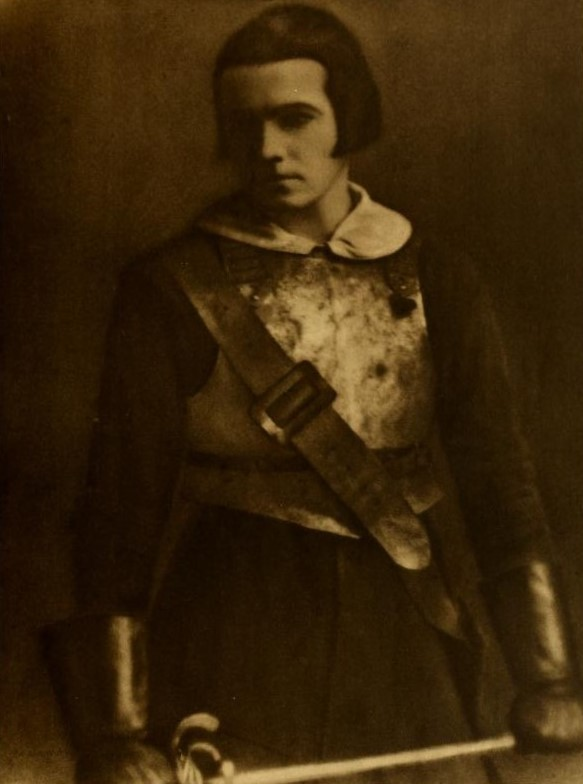
Richard Barthelmess dans le rôle de Karl Van Kerstenbroock

- Richard Barthelmess : Karl Van Kerstenbroock
- Lee Baker : Earl of Staversham
- Morgan Wallace : Lord Robert Erisey
- Bradley Barker : Watt Musgrove
- Frederick Burton : Oliver Cromwell
- Stuart Sage : Viscount Carlsford
- Philip Tead : Lord Trevor
- Walter Horton : Bob Ayskew
- Allyn King : Charlotte Musgrove
- Marcia Harris : Joan Laycock